# Dactylispa bilasa
Dactylispa bilasa es una especie de insecto coléoptero de la familia Chrysomelidae.
Fue descrita científicamente en 1919 por Maulik.